# Vinaixa
Vinaixa es una localidad y municipio español de la provincia de Lérida, en la comunidad autónoma de Cataluña. Se encuentra situado  en la parte suroriental de la comarca de Las Garrigas, y cuenta con una población de 450 habitantes (INE 2024).
El núcleo urbano se ordena alrededor del antiguo castillo y en la apariencia de los edificios predomina la piedra. Dispone de un coto de caza y la industria de la piedra ha sido la actividad económica principal durante muchos años. En su término municipal existen numerosos bosques de pinos.

## Geografía
Vinaixa es un municipio situado al sector sudoriental de la comarca de las Garrigues, en una zona alta, al límite con la Conca de Barberà y en la línea de comunicaciones histórica de la costa con el interior. El término tiene una superficie de 37,60 kilómetros cuadrados, y se extiende en forma de rectángulo. Limita con los términos municipales de Vimbodí, Vallclara, El Vilosell, Albi, Borjas Blancas, La Floresta, Els Omellons, Espluga Calva, Fulleda y Tarrés. El núcleo de población se encuentra en la mitad sur del término, a 480,90 metros sobre el nivel del mar.
Se puede acceder por la carretera N-240 y también por la autopista AP-2, con salida al Albi (salida 8: L'Albi - Vinaixa). Tiene conexión, a través de carreteras locales y caminos arreglados, con pueblos vecinos. Hay estación de ferrocarril (Lérida - Barcelona | Barcelona - Lérida) y parada de autobús (Lérida - Tarragona | Tarragona - Lérida).
El municipio se asienta sobre terrales de origen oligoceno. Hay varias cordilleras que atraviesan el término de norte a sur (Serra de los Barriles, Serra Mediana, Serra de las Solanas), que facilitan la existencia de depresiones (Hondo de los Barriles, Hondo de Coma Timones, Hondo Mayor, Hondo de las Sivines). Los puntos más altos del término son la Punta del Puig (570 metros), en el norte, y la Punta de los Ràfols (653 metros), al este.
El clima es mediterráneo continental, propio de la Valle del Ebro.

## Historia
El núcleo de Vinaixa surge en el siglo VIII, a partir de un enclave árabe alrededor de un castillo. En el siglo XII, el pueblo se llamaba Avinaixa (del árabe, Ibn Aisa 'hijo de Aixa'). El Castillo de Vinaixa (Cal Tarragó) se sitúa en el punto más elevado de la villa (482 metros), en la calle del Calvario. Es un antiguo guistán árabe (siglo VIII) con honores de castillo, alrededor del cual se ordenó el poblado de Beni-Aixa, del que toma el nombre el municipio de Vinaixa, y hace referencia a la familia propietaria de los bienes y tierras de la zona en la época árabe. Actualmente, es de propiedad particular.

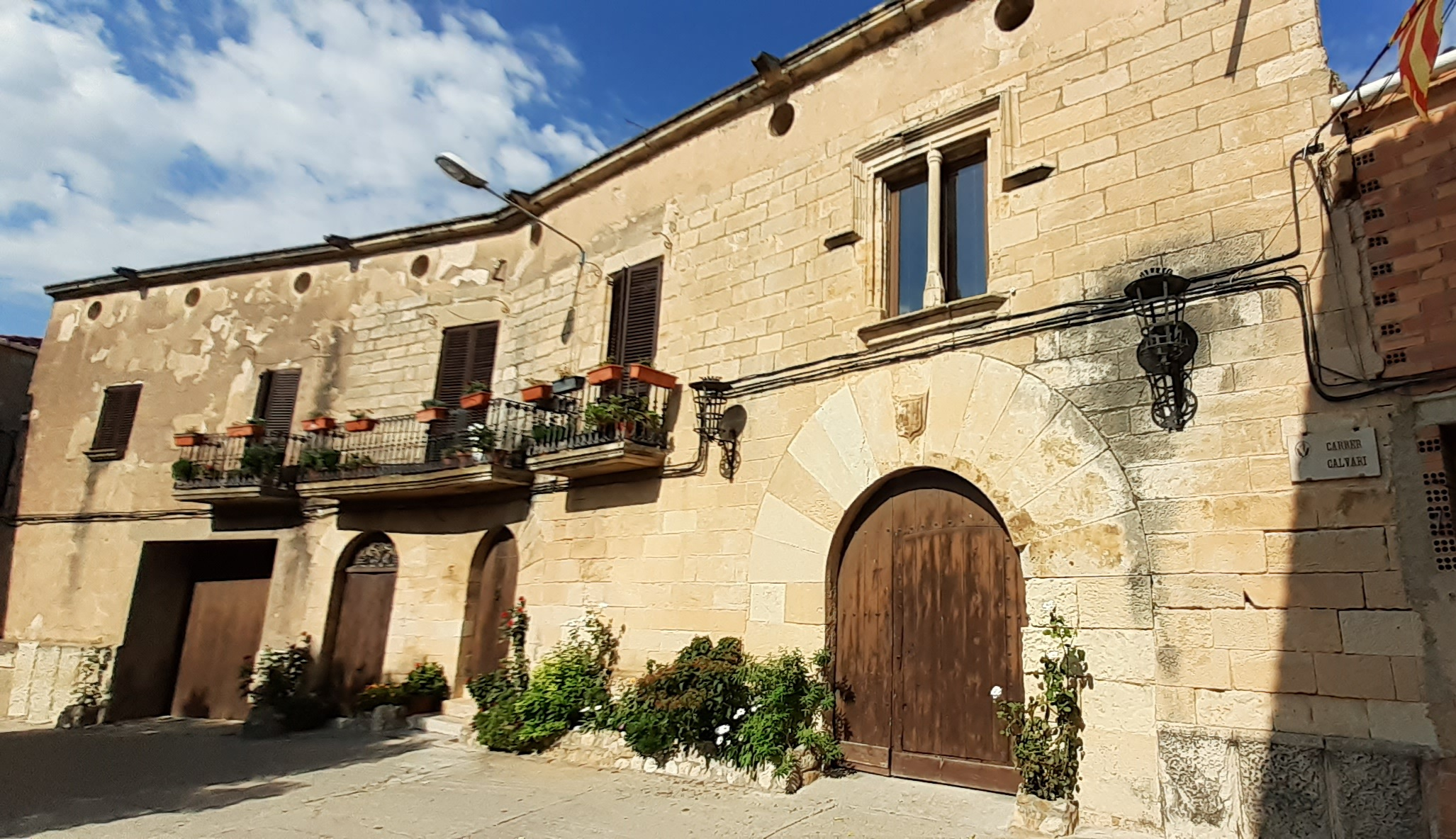
Cal Tarragó, antiguo guistán árabe con honores de castillo.

Con el avance de los cristianos, el núcleo fue repoblado por Ramon Berenguer IV, quien otorgó carta de población al siglo XII a gente de Tárrega. Berenguer de Puigverd concedió varios instrumentos a favor del Monasterio de Poblet, que en el siglo XIII adquirió la jurisdicción total. La Casa de Poblet ("Cal Panxa") es una antigua propiedad de los curas de Poblet, que había sido durante unos siglos un lugar donde se recaudaban impuestos por el Monasterio de Poblet. Preserva el sello del abad Copons en el arco de la portalada y en el interior de la casa se encuentran tres arcos de estilo gótico.
La ermita de Sant Bonifaci está situada a 6,5 km del casco urbano. Está dedicada a san Bonifacio, al que Vinaixa profesa una gran devoción. Parece que la ermita ya estaba construida en el siglo XIV, pero no poseyó la reliquia del santo hasta el 13 de mayo de 1682.

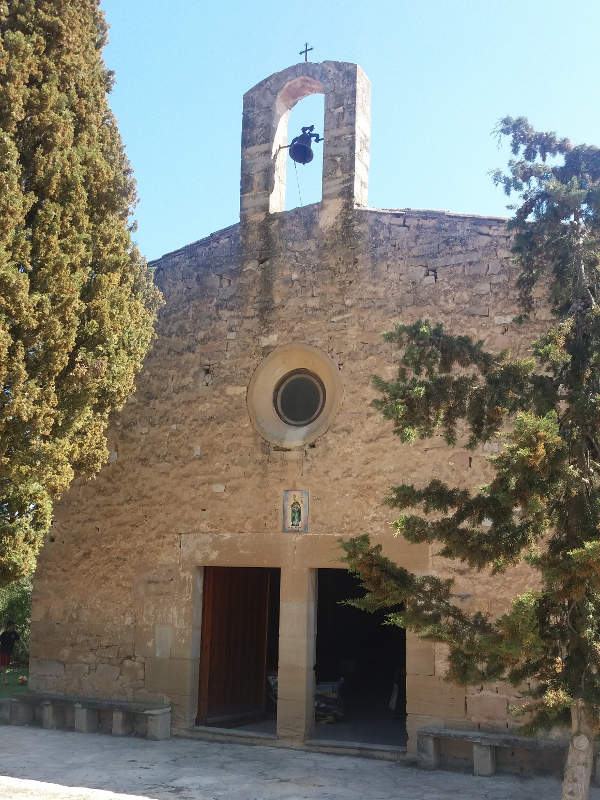
Ermita de San Bonifacio

## Geografía humana

### Demografía
Cuenta con una población de 450 habitantes (INE 2024).
| Gráfica de evolución demográfica de Vinaixa entre 1842 y 2021                                                         |
| |
| Población de derecho según los censos de población del INE. Población de hecho según los censos de población del INE. |

El año 1920, Vinaixa llegó en su punto demográfico más elevado de su historia, con 1.123 habitantes. Desde entonces, se ha ido despoblando hasta perder la mitad de sus residentes.
| 1497 f | 1515 f | 1553 f | 1717 | 1787 | 1857 | 1877  | 1887  | 1900  | 1910  |
| ------ | ------ | ------ | ---- | ---- | ---- | ----- | ----- | ----- | ----- |
| -      | -      | 55     | 142  | 423  | 955  | 1.000 | 1.037 | 1.103 | 1.104 |

| 1920  | 1930  | 1940 | 1950 | 1960 | 1970 | 1981 | 1990 | 1992 | 1994 |
| ----- | ----- | ---- | ---- | ---- | ---- | ---- | ---- | ---- | ---- |
| 1.123 | 1.067 | 944  | 955  | 867  | 791  | 732  | 722  | 728  | 728  |

| 1996 | 1998 | 2000 | 2002 | 2004 | 2006 | 2008 | 2010 | 2012 | 2014 |
| ---- | ---- | ---- | ---- | ---- | ---- | ---- | ---- | ---- | ---- |
| 650  | 639  | 627  | 618  | 586  | 604  | 602  | 609  | 572  | 546  |

| 2016 | 2018 | 2020 | 2022 | 2024 | 2026 | 2028 | 2030 | 2032 | 2034 |
| ---- | ---- | ---- | ---- | ---- | ---- | ---- | ---- | ---- | ---- |
| 499  | 482  | 450  | 465  | -    | -    | -    | -    | -    | -    |

## Economía

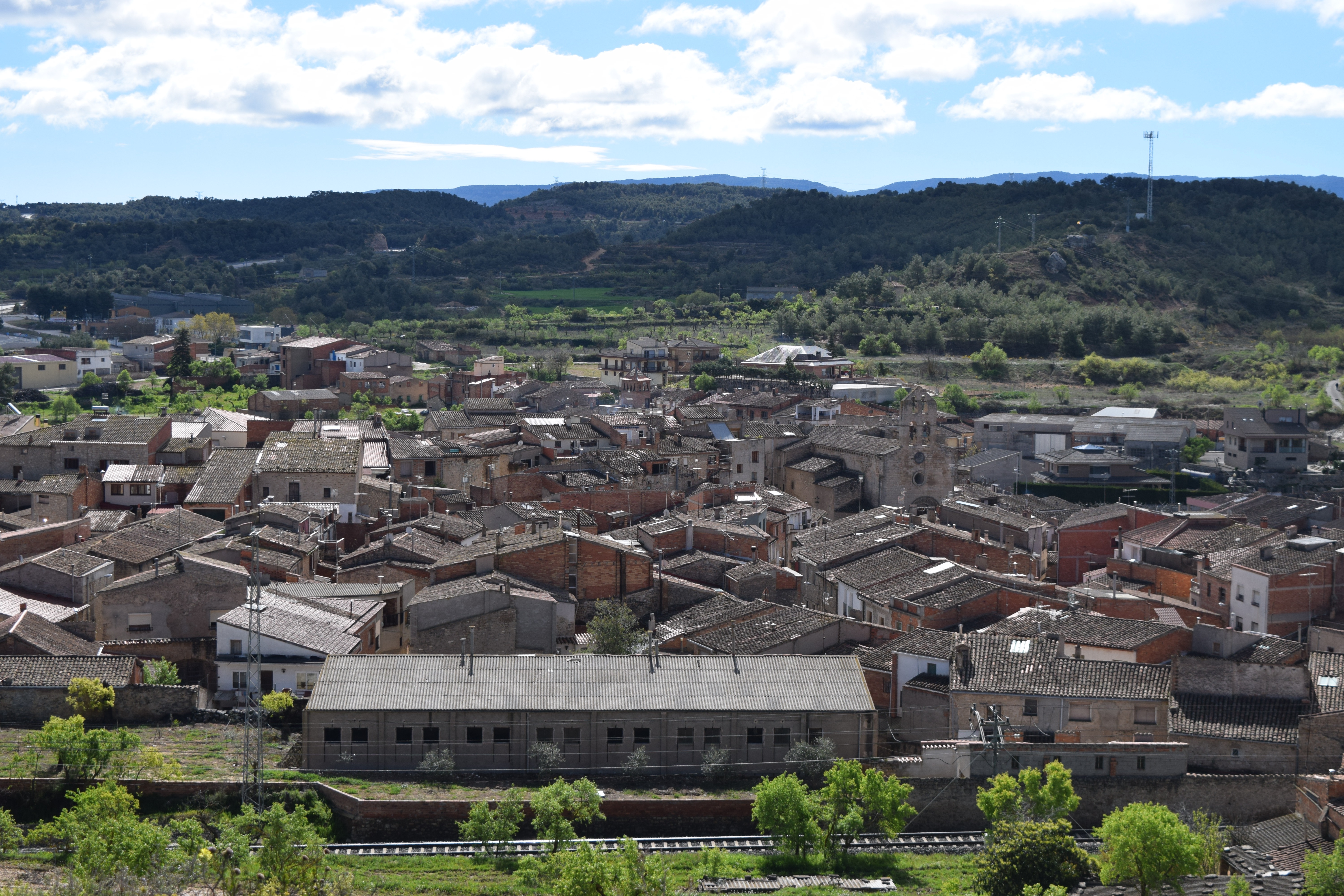
Vista de Vinaixa desde el antiguo campo de fútbol.

Hasta hace no mucho, la industria de la piedra era la actividad económica principal, con denominación de origen Piedra Arenosa La Floresta-Vinaixa. La sierra que se alarga desde la Floresta, cerca de Borjas Blancas, hasta Tarrés y que reúne a los pueblos de Els Omellons, Espluga Calva y Fulleda, dispone de una de las piedras de mayor calidad para los trabajos de construcción o decoración. Muchas empresas familiares elaboran piedra, mármol y granito para la construcción, y otros se dedican a la extracción y la elaboración de piedra natural.
Actualmente, sin embargo, la agricultura, con los cultivos de olivos, viñedos y almendros, se ha convertido en la primera actividad económica del pueblo. Tiene una cooperativa donde se elabora aceite de oliva virgen.
Dispone de un coto de caza.

## Lugares de interés
- Casa de Poblet. Casa donde se recaudaban los diezmos, hecha construir por el Abad Copons (1316-1348). Antigua propiedad de los monjes del Monasterio de Poblet, en la actualidad es propiedad municipal.
- Cal Blanco. Edificio construido durante la Segunda República, tiene reminiscencias modernistas.
- Casa Tarragó. Casa de una familia importante del pueblo, de la cual solo queda la escalinata y la fachada del Palacio señorial que fue. Disponía de un molino de aceite propio a los bajos del edificio. Documentada el 1151.[3]
- Ermita de San Bonifacio. A 6,5 km del casco urbano. Es de estructura gótica y reformada posteriormente. Parece que en el siglo XIV ya estaba construida.[3]
- Iglesia de San Juan Bautista. Construida entre 1301 y 1318, pertenece al periodo de transición del románico al gótico dentro del característico estilo de la llamada "escuela leridana", con fuertes influencias cistercienses. Tiene una sola nave central y capillas laterales. La portalada, el elemento más notable, está formada por tres arquivoltas en degradación que presentan un tipo de ornamentación con puntas de diamante. Los capiteles tienen motivos vegetales y tiene un campanario de espadaña con cuatro campanas.[3] Conserva todavía algunas pinturas románicas, que le han hecho merecer el título de Monumento Histórico-Artístico. Destaca el retablo, de estilo gótico.
- Portal del Forn. Uno de los cuatro portales que cerraban el pueblo, donde había el horno de Vinaixa durante la época medieval.

## Fiestas y tradiciones
- Carnaval.

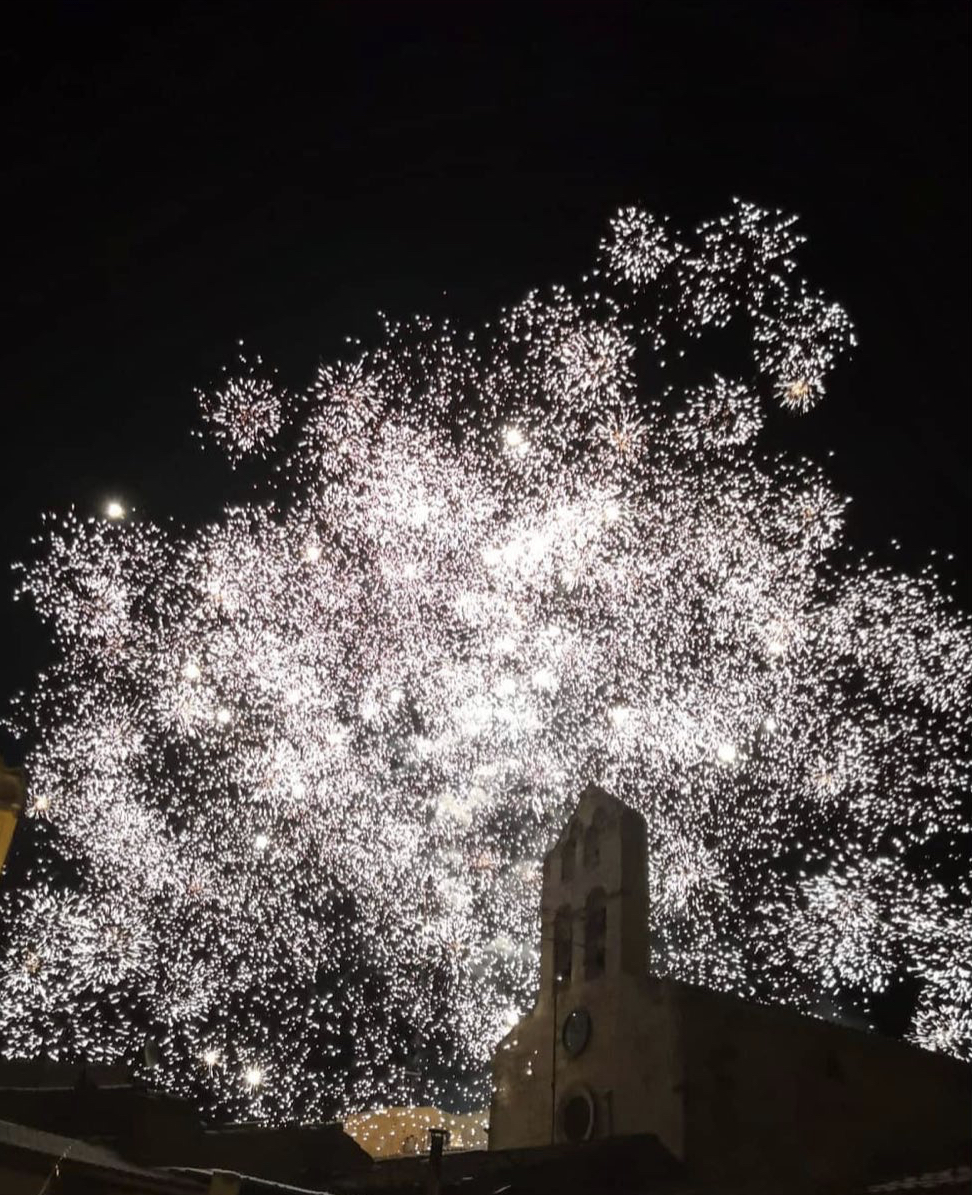
Iglesia de San Juan Bautista durante el castillo de fuegos 2020

- Feria del Aceite y la Piedra: Último fin de semana de marzo. A la Feria se promocionan los dos productos más preciados y reconocidos del municipio: el Aceite de Oliva Virgen Extra y la Piedra Natural. A estos dos también se suma la Piedra Seca, reconocida como Patrimonio Cultural Inmaterial por la UNESCO. Los artesanos de la piedra y los productores de aceite muestran su trabajo, junto con las asociaciones del pueblo. La Feria también muestra otros aspectos interesantes de Vinaixa, y se hacen exposiciones diversas, rutas sobre la historia local y talleres, así como actas culturales, paradas y un almuerzo popular.
- Semana Santa. La Parroquia de San Juan Baptista organiza los actos de la Semana Santa.
- Fiestas de Primavera. Último fin de semana de abril, coincidiendo con San Jorge.[3]

- Romería de San Bonifacio. El primer sábado de mayo, por la noche se celebra el festival "San Bonifacio Rock" a los alrededores de la ermita de San Bonifacio. El día siguiente se celebra una romería a la ermita, que cuenta con una misa, una bailada de sardanas y una comida popular.
- Verbena de San Juan.
- Fiestas de verano. Se celebran el último fin de semana de agosto en honor del patrón de la villa, San Juan Baptista.[3] Cuenta con un programa de actividades para todas las edades.
- Diada Nacional de Cataluña.
- Castanyada.
- Fiestas de Navidad.